# Hyphydrus signatus
Hyphydrus signatus är en skalbaggsart som beskrevs av Sharp 1882. Hyphydrus signatus ingår i släktet Hyphydrus och familjen dykare. Inga underarter finns listade i Catalogue of Life.